# Рік Бика (монета)
«Рік Бика́» — пам'ятна монета номіналом 5 гривень, випущена Національним банком України, присвячена року Бика, одній із тварин східного календаря.
Монету введено в обіг 10 грудня 2020 року. Вона належить до серії «Східний календар».

## Опис монети та характеристики
| Номінал грн. | Метал      | Маса, г | Діаметр, мм | Якість виготовлення       | Гурт     | Тираж, штук |
| ------------ | ---------- | ------- | ----------- | ------------------------- | -------- | ----------- |
| 5            | нейзильбер | 16,54   | 35,0        | спеціальний анциркулейтед | рифлений | 50 000      |

### Аверс
На аверсі монети розміщено: угорі — малий Державний Герб України, праворуч від якого напис півколом «УКРАЇНА»; на дзеркальному тлі по колу зображені 12 символів східного календаря, у центрі кола — стилізований годинник зі стрілкою, що вказує на бика — символ року, під стрілкою — «2021»; унизу ліворуч напис півколом «5 ГРИВЕНЬ»; на матовому тлі зображені стилізовані під українську витинанку символи кожної пори року: сніжинка (угорі), квітка (праворуч), ягода (унизу), листок (ліворуч); логотип Банкнотно-монетного двору Національного банку України (ліворуч від символу кролика).

### Реверс
На реверсі монети зображено стилізований символ східного календаря «2021» року — бика, якого оточують по колу стилізовані символи, притаманні кожній порі року: сніжинки (угорі праворуч), квітки (унизу праворуч), плоди (унизу ліворуч), гілки (угорі ліворуч).

## Автори

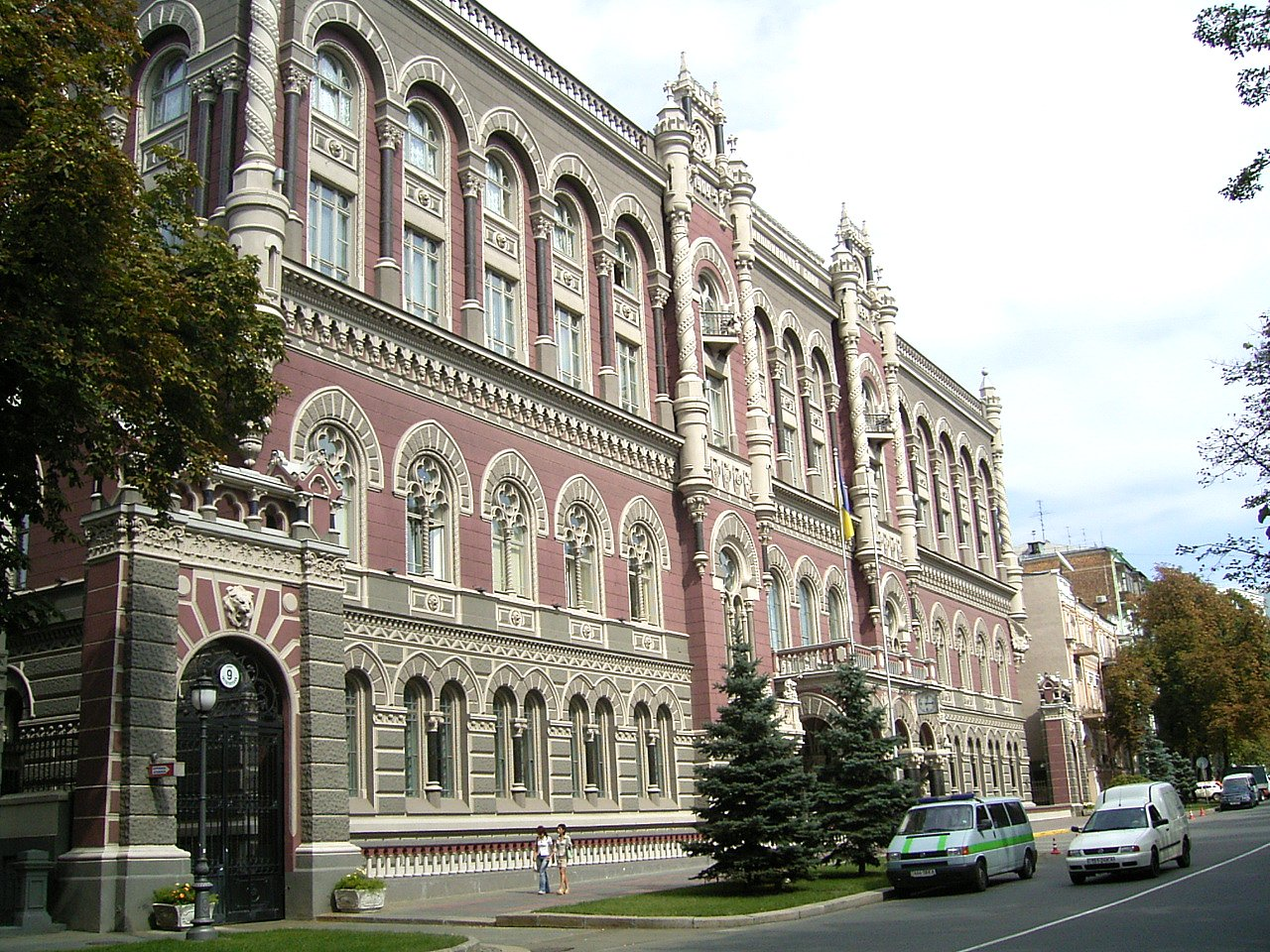
Будівля Національного банку України

- Художник — Куц Марина.
- Скульптор — Іваненко Святослав.

## Вартість монети
Під час введення монети в обіг 2020 року, Національний банк України реалізовував монету за ціною 40 гривень.
Фактична приблизна вартість монети, з роками змінювалася так:
| Рік        | 2021 | 2022 | 2023 | 2024 | 2025 |
| ---------- | ---- | ---- | ---- | ---- | ---- |
| Ціна, грн. | 150  | 230  | 250  | 440  | 520  |